# Stenosomides synesia
Stenosomides synesia är en fjärilsart som beskrevs av Turati 1924. Stenosomides synesia ingår i släktet Stenosomides och familjen nattflyn. Inga underarter finns listade i Catalogue of Life.